# Малтабар (Акмолинская область)
Малтаба́р (каз. Малтабар) — село в Ерейментауском районе Акмолинской области Казахстана. Входит в состав Тайбайского сельского округа. Код КАТО — 114641400.

## География
Село расположено в южной части района, на расстоянии примерно 4 километров (по прямой) к северо-востоку от административного центра района — города Ерейментау, в 16 километрах к северо-востоку от административного центра сельского округа — аула Тайбай.
Абсолютная высота — 377 метров над уровнем моря.
Климат холодно-умеренный, с хорошей влажностью. Среднегодовая температура воздуха положительная и составляет около +3,8°С. Среднемесячная температура воздуха в июле достигает +19,9°С. Среднемесячная температура января составляет около -14,7°С. Среднегодовое количество осадков составляет около 420 мм. Основная часть осадков выпадает в период с мая по август.
Ближайшие населённые пункты: город Ерейментау — на юго-западе.

## Население
В 1989 году население села составляло 677 человек (из них казахи — 100 %).
В 1999 году население села составляло 673 человека (367 мужчин и 306 женщин). По данным переписи 2009 года, в селе проживало 586 человек (315 мужчин и 271 женщина).
| Численность населения | Численность населения | Численность населения |
| 1989                  | 1999                  | 2009                  |
| --------------------- | --------------------- | --------------------- |
| 677                   | ↘673                  | ↘586                  |

## Улицы[6]
- квартал 18
- ул. им. Богенбай батыра
- ул. им. Елемеса Хамзина
- ул. им. Камысбаева Кусаина
- ул. им. Мамбеталина Карибая